# Gabrielle Ngaska
Gabrielle Leonie Ngaska (* 14. April 1988 in Ntouessong) ist eine kamerunische Fußballspielerin.

## Leben
Ngaska wurde in Ntouessong geboren und wuchs in der kamerunischen Metropole Yaoundé auf.

### Karriere

#### Im Verein
Ngaska startete ihre Karriere in der Jugend von Lorema FC Filles de Yaoundé und wurde 2009 in die erste Mannschaft befördert. Im Mai 2011 war Onguene gemeinsam mit Nationalmannschaftskameradin Gabrielle Onguéné im Probetraining beim deutschen Bundesligisten FF USV Jena. Seit dem 1. August 2012 absolviert sie Leistungstests und den obligatorischen medizinischen Test beim 1. FFC Neuwied. Nach Abschluss des medizinischen Testes unterschrieb sie Mitte August für den 1. FFC Neuwied. Am letzten Tag der Transferperiode Winter 2012/2013 wechselte sie von 1. FFC Neuwied zur Reserve des Bundesligisten SC Bad Neuenahr. Bei ihrem Debüt am 20. Februar 2013 konnte sie gleich ihr erstes Tor für die SC Bad Neuenahr II erzielen, im Auswärtsspiel gegen Eintracht Frankfurt erzielen. Im November 2013 löste sie ihren Vertrag beim SC Bad Neuenahr auf und kehrte nach Kamerun, zum Lorema FC Filles de Yaoundé zurück. Im Sommer 2015 wechselte sie nach Serbien zum Meister FK Spartak Subotica, wo sie mit Landsfrau Annette Jacky Messomo spielte. Im August 2016 unterschrieb Ngaska in Spanien, bei Atlético Madrid, die sie wiederum an ihr Farmteam ADYC Pinto Atlético, für ein Jahr ausliehen. Nachdem Ngaska in 20 Spielen, 30 Tore in Spaniens zweiten Liga erzielte, kehrte sie im Sommer 2017 zu Atletico zurück. Am 19. August 2017 wechselte sie innerhalb Primera División von Atlético Madrid, nach einem Erfolgreichen Probetrainings zu Fundación Albacete.

#### International
Seit 2010 ist Ngaska Nationalspielerin ihres Landes Kamerun und stand im vorläufigen Kader der kamerunischen Frauenfußballnationalmannschaft für die Olympischen Sommerspiele 2012 in London. Im endgültigen Aufgebot stand sie jedoch nicht, sie war eine von sieben Spielerinnen, die Nationaltrainer Carl Enow Ngachu aus dem Kader strich. Im Februar 2015 nachm sie für die Kamerunische Fußballnationalmannschaft der Frauen, an den Afrikaspielen in Brazzaville teil. In den anschließenden WM-Kader für Kameruns erste Teilnahme bei einer Frauenfußballweltmeisterschaft schaffte Ngaska es jedoch dann nicht.